# Capilla del Hospital Clínico Universitario
La Capilla del Hospital Clínico Universitario o bien Capilla del Hospital Universitario de Caracas es un edificio religioso que se encuentra ubicado en el Municipio Libertador dentro de la instalaciones de la Ciudad Universitaria de Caracas, como parte de la Universidad Central de Venezuela es Patrimonio de la Humanidad desde el año 2000.
Fue construida en 1950 y 1954 a un lado del Hospital Clínico de la Universidad para atender las necesidades religiosas de los usuarios de ese centro de salud.
Se trata de una iglesia católica aunque está abierta a personas de cualquier otra denominación religiosa.
En su parte exterior está cubierta de color blanco y de diversos murales muy vistosos e internamente destacan las obras de Francisco Narváez. Se aprecian imágenes religiosas católicas dedicadas a Jesucristo y a la Virgen María.